# ماريا فاليريا ريزيند
ماريا فاليريا ريزيند (بالإنجليزية: Maria Valéria Rezende)‏ (1942، سانتوس، ساو باولو في البرازيل)؛ كاتِبة وروائية برازيلية.